# Rue de l'Eau
La rue de l'Eau est une voie de la commune française de Colmar.

## Situation et accès
Cette voie de circulation, d'une longueur de 90 m, se trouve dans le quartier centre.
On y accède par les rues des Têtes, Kléber et la place des Unterlinden.
Cette voie n'est pas desservie par les bus de la TRACE.